# Мышастый, Константин Никифорович
Константин Никифорович Мышастый (1910, Сновск, Великощимельская волость, Городнянский уезд, Черниговская губерния, Российская империя — 20 апреля 1955) — советский железнодорожник, Герой Социалистического Труда (1943).

## Биография
Родился в 1910 году в станции Сновск Черниговской губернии, с 1934 года — город Щорс Черниговской области Украины. Украинец. Окончил школу-семилетку, затем школу фабрично-заводского ученичества, где получил специальность слесаря по ремонту паровозов. Был направлен на работу в паровозное депо Гомель.
В начале 1930-х годов уехал на Турксиб, работал на станции Аягуз, что между Семипалатинском и Талды-Курганом. Оттуда в 1932 году был призван в Красную Армию. После демобилизации в 1935 году пришёл работать помощником машиниста в депо Унеча Белорусской железной дороги и через два года уже сам стал машинистом паровоза. Одним из первых на Белорусской освоил кривоносовские методы скоростного вождения поездов и в 1938 году был переведен в депо станции Жлобин с более интенсивным движением. В 1940 году назначен машинистом-инструктором.
С началом Великой Отечественной войны водил эшелоны с эвакуированными грузами на восток После оккупации Белоруссии оказался в депо Ртищево Пензенской железной дороги, откуда водил воинские эшелоны к столице в период её героической обороны и разгрома немецко-вражеских войск под Москвой. Весной 1942 года был зачислен состав паровозной колонны особого резерва № 4 Наркомата путей сообщения.
В начале августа 1942 года колонну отправили на перевозку войск и боевой техники для нужд Сталинграда. Мышастый водил воинские эшелоны по маршруту Поворино — Иловля, под непрерывными огнём и бомбёжками противника. Совершил на этом маршруте свыше 60 опасных рейсов, подвозя войска, боеприпасы, продовольствие и боевую технику защитникам города-героя.
Позднее по решению Государственного Комитета Обороны колонна № 4 была срочно переброшена на только что построенную Северо-Печорскую дорогу, где ощущалась острая нужда в «тяговиках». Локомотивная бригада Константина Мышастого встала на трудовую вахту за Полярным кругом. При морозах, достигавших 50 градусов, метелях и буранах доставляли топливо на Северную дорогу. Уголь был на вес золота, каждый состав отправлялся под охраной автоматчиков, а паровозы экипировали дровами, зачастую сырыми. Требовалось особое умение отапливать паровоз, чтобы соблюдать маршрутную скорость. Больше всех угля перевезли поездные бригады Елены Чухнюк и Константина Мышастого.
Из Печорского угольного бассейна колонна вернулась к Курску для обслуживания Центрального фронта. В феврале 1943 года после завершения Сталинградской битвы войска от Волги перевозились в район Орловско-Курской дуги. В мае, выполнив задания командования Центрального фронта, колонна вернулась в Москву для приведения паровозов в порядок. К осени локомотивы были капитально отремонтированы. Обновлённый паровоз механика Мышастого был реанимирован раньше других, и его направили в депо Малоярославец, откуда он доставлял грузы Западному и Брянскому фронтам.
Указом Президиума Верховного Совета СССР от 5 ноября 1943 года «за особые заслуги в обеспечении перевозок для фронта и выдающиеся достижения в восстановлении железнодорожного транспорта в условиях военного времени» Мышастому Константину Никифоровичу присвоено звание Героя Социалистического Труда с вручением ордена Ленина и золотой медали «Серп и Молот».
Дальнейший боевой путь до конца войны ОРКП-4 прошла через Брянск — Гомель — Коростень — Львов — Польшу и предместья Берлина. Уже в Берлине машинисту Мышастому был вручён орден Отечественной войны I степени за выполнение важных правительственных заданий.
В 1946 году успешно окончил Центральные технические курсы НКПС, получил документ техника 1-го класса. Работал старшим приёмщиком паровозов в депо Щорс, машинистом колонны Белорусской железной дороги. Наряду с производственной, активно участвовал в общественной работе.
Скоропостижно скончался 20 апреля 1955 года.

## Награды и звания
Награждён двумя орденами Ленина, орденами Отечественной войны I степени, Трудового Красного Знамени, медалями; двумя знаками «Почётный железнодорожник», «Отличный паровозник».

## Память
Одному из тепловозов локомотивного депо Щорс было присвоено имя «Константин Мышастый».